# Wolfgang Reinhardt
Wolfgang Reinhardt (Göppingen, 6 maggio 1943 – Monaco di Baviera, 11 giugno 2011) è stato un astista tedesco.

## Palmarès
| Anno                                              | Manifestazione  | Sede  | Evento           | Risultato | Prestazione | Note |
| ------------------------------------------------- | --------------- | ----- | ---------------- | --------- | ----------- | ---- |
| In rappresentanza della Squadra Unificata Tedesca |                 |       |                  |           |             |      |
| 1964                                              | Giochi olimpici | Tokyo | Salto con l'asta | Argento   | 5,05 m      |      |